# 林向愷
林向愷，臺灣外省人第二代，國立臺灣大學經濟學系教授，前悠遊卡股份有限公司董事長。

## 個人背景
林向愷是臺大經濟系學士、美國卡內基美隆大學經濟學碩士、博士，曾任加利福尼亞大學聖塔芭芭拉分校助理教授、中央研究院經濟所副研究員、臺大經濟系副教授、教授、紐西蘭威靈頓維多利亞大學訪問教授、國立中山大學政治經濟學系李登輝博士經濟講座等職。其教學研究專長為總體經濟學、財務經濟，領域包括經濟成長/景氣循環、時間序列經濟學及動態理性預期模型、公共財政、公司金融學、貨幣/匯率與銀行、臺灣與中國經貿往來等。
林向愷的妻子是曾任台灣環境保護聯盟會長的臺大大氣科學系教授徐光蓉；其中學同學包括行政院經濟建設委員會管中閔，大學同學則有臺大經濟學系教授兼系主任鄭秀玲。屬於外省第二代的林向愷，與陳師孟、張忠棟、鍾佳濱等六十多人基於「在台灣獨立建國的行列裡，外省人不該缺席」的理念，於1992年加入由廖中山教授所發起的外省人台灣獨立促進會。

## 參與政策規劃與執行
林向愷曾於2000-2003年擔任高雄市政府財政局長，2005年後出任被視為綠營人才培訓班的凱達格蘭學校副校長、校長。2008年總統大選擔任謝蘇競選團隊的政策部主任，負責統籌政策白皮書。林向愷也是前總統李登輝所成立的群策會之重要學者成員。

## 批判馬英九政府經濟政策錯誤
林向愷認為馬英九政府上台後，產業持續外移，經濟動能減緩，在地需求減少，不論找工作上班族或做生意自營作業者，導致薪資成長停滯，所得收入都倒退。且兩岸經貿愈開放、情況愈嚴重，台灣經濟持續惡化，顯示政府根本下錯藥方。他指出，台灣的問題不是開放不夠，而是產業缺乏創新。企業為了降低成本而移往海外生產，資金及技術持續外流，就像「水桶漏水」；政府應該「補破洞」，也就是管理產業外移，或是產業創新，「把水倒進去」，但政府既不堵破洞也不灌水，導致水桶的水位一直降，台灣經濟動能愈來愈弱。

## 反對與中國大陸簽訂經濟與服務業貿易協議
2009年，林向愷強調臺灣政府對陸資應設防火牆，否則陸資來臺除了取得臺灣的技術、介入臺灣企業經營權外，也會參與公共建設，形成國民黨編預算給陸資做工程，進而利用下游轉包控制地方派系，封殺臺灣的自由民主。
林向愷於2010年提早由專任教授退休轉為兼任教授後即投入反對ＥＣＦＡ與監督馬政府冒進的兩岸經貿政策。他認為ＥＣＦＡ將使台灣經濟「邊陲化」，掀起國內第二波產業出走潮。他表示諾貝爾經濟學獎得主保羅·克魯曼也說過市場規模小的國家一定要設法擺脫對經濟規模大的國家的依賴，台灣最好的策略是設法和歐美發展比較密切的關係，而不能再依賴中國大陸下去了。要簽ECFA也必須設下前提，才能保障台灣未來的生存選擇權。

### 服貿協議立場

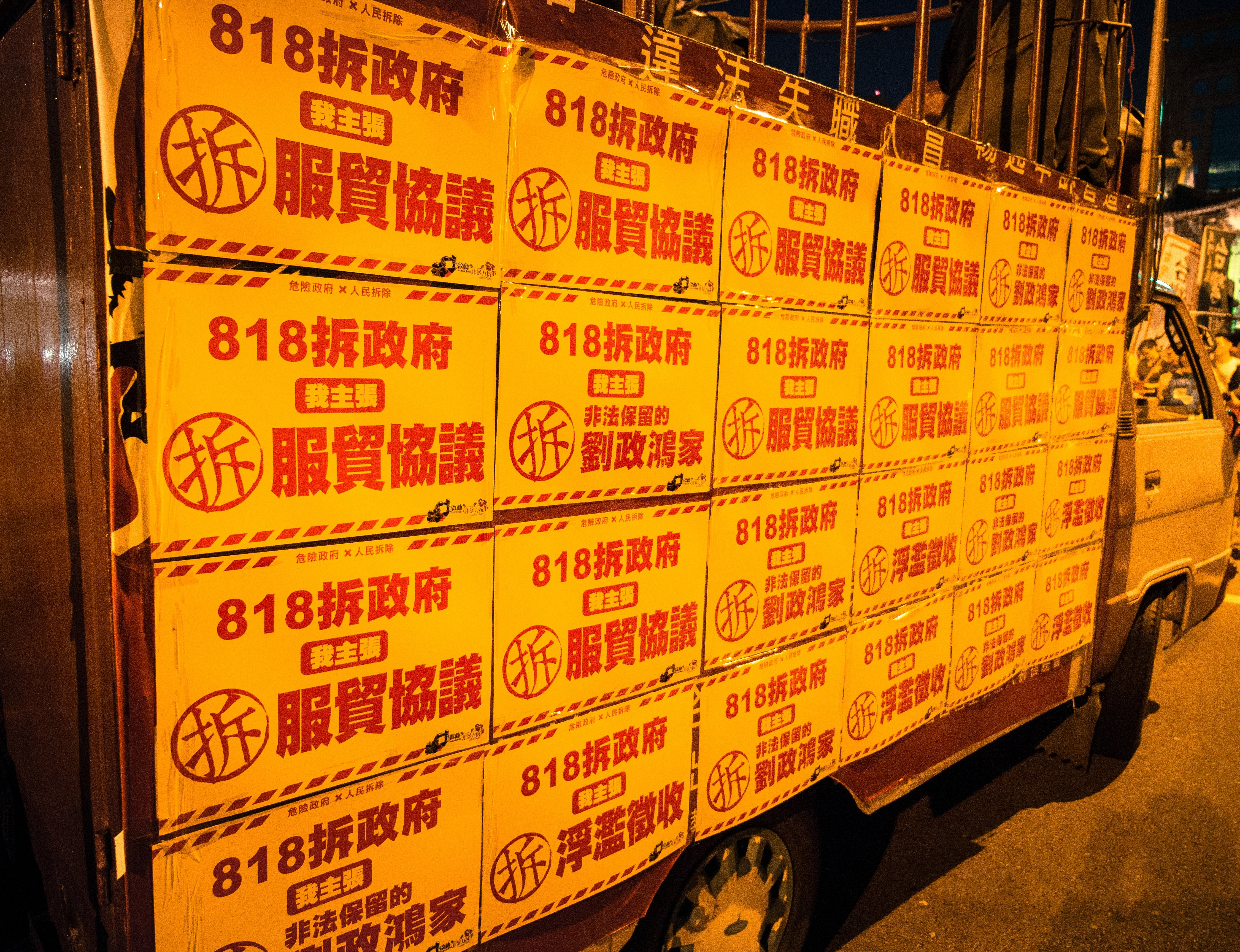
臺灣民主戰車宣揚拆政府以反對國民黨政府濫權黑箱作業

在馬英九政府於2013年6月與中國大陸簽署「兩岸服務業貿易協議」後，林向愷即與臺大經濟系主任鄭秀玲成為批判該協議的學術界代表之二。
林向愷分析，區域整合往往是大國受益、小國受害。中國大陸目前經濟活動力高，磁吸作用強，「像黑洞」將周遭經濟體納入體系中，台灣處在黑洞邊緣，如果要有拉力，「只與經濟規模小的紐西蘭簽訂台紐經濟合作協定（ANZTEC）是絕對不夠的」，他舉韓國為例，韓國當初考慮到世界上的4個經濟核心是美國、歐盟、日本和中國，因此，韓國在研究後決定先和歐美簽約，確立了「拉力」後，現在才考慮和中國大陸簽署合作協議，避免磁吸效應。為降低中國大陸的經濟磁吸效應，臺灣可以往美國主導的跨太平洋戰略經濟夥伴關係協議（TPP）靠攏，但簽訂任何協議都應該經過相當程度的風險評估，這樣才符合民主國家的程序原則。
林向愷指出服貿協議不僅「黑箱作業」，且「魔鬼藏在細節裡」。其開放服務提供模式與項目不對等，台灣幾乎都不設限（80項中有47項沒有任何限制），中國大陸卻有許多限制（64項中僅17項沒有限制），中國大陸不允許「跨境提供服務」，台灣業者無法在臺跨境向中國提供服務。臺灣業者因著眼中國大陸市場及在中國營運可向臺灣提供跨境服務，將會選擇前往中國大陸設點，導致臺灣服務業空洞化，台灣已經歷一次製造業空洞化，再來一次服務業空洞化，衝擊非常大。若開放配銷服務業，包括批發、零售及經銷，中國大陸業者可先來臺布局通路，待貨品貿易協議簽署後，中國大陸產品大幅開放進口，從貨源、批發到零售整合成「一條龍」，其產品便宜又有了通路，屆時連臺灣製造業都難以競爭。中國大陸要求臺灣開放勞力密集服務業，以容許大量的中國大陸勞工來台，目的在於讓中國大陸勞工大舉入侵，如同中國漢人大量移民新疆與西藏。
林向愷說：如果只開放商品，需要調整的只有關稅，但如果連服務產業都要開放，那整個市場都得開放，背後涉及龐大人員及資金的流動，對台灣的影響非常大。
林向愷表示臺灣與中國大陸的經貿交流越密切，成為「輸者圈」的成員越來越多，且「輸者圈」和「贏者圈」族群的所得、財富差距越來越大，得利者並非一般薪資階層，而只是大財團，導致這幾年薪資不漲、工作難找。
林向愷警告，若未釐清與中國大陸的服貿協議內涵就貿然簽署，將可能讓台灣的產業人才和資金外流，對台灣整體產業升級會有不利影響。他強調，一定要擋下服貿協議，否則台灣通路門戶大開，開放目前禁止由中國大陸進口的二千一百九十四項農工商品（占台灣進口商品廿．三％），其中農產品八百三十四項，勢必對國內薪資工作機會與內需產業有嚴重衝擊，尤其中南部受害最大。他呼籲大家站出來「包圍立法院」，用選票抵制通過協議的立委。在行政部門補正所有程序之前，應將服貿協議予以全案否決或擱置審議。

### 反對柯文哲競選台北市長
2014年6月10日，在民進黨台北市長第二階段初選民調前，林向愷在《聯合晚報》刊登頭版全版廣告，以《左傳·襄公三十一年》中「棟折榱崩」四字為題，支持姚文智競選台北市長，反對連勝文與柯文哲競選台北市長；林向愷不諱言，他最討厭政治素人，將首都交給政治素人治理很危險，而柯文哲正是自詡為政治素人。結果姚文智在民進黨台北市長第二階段初選民調敗給柯文哲。

### 近況
選後，2015年3月，擔任台北市政府廉政委員會委員與悠遊卡投資控股公司董事長等職務。2015年9月24日，卸下悠遊卡投資控股公司董事長職務，而後於2016年9月22日再度兼任該職。

## 著作
- 林向愷著，《非常政經：閱讀轉型中的台灣》，創意力文化2000年初版，ISBN 957-9567-70-0
- 林向愷、楊適伃著，《財務管理：理論與實務》，新陸書局2008年初版，ISBN 9789867260628
- 林向愷著，《破解大廚祕方：一個經濟學家的廚房筆記》，時報文化2011年初版，ISBN 9789571353159

## 外部連結
- 「服貿協議 木馬屠城」座談會（3）林向愷主講 （页面存档备份，存于）
- 林向愷：服貿生效 台灣經濟社會防線潰散, 自由時報, 2013-10-11
- 林向愷︰擋服貿守最後防線 （页面存档备份，存于）, 自由時報, 2013-11-17